# Europarlamentari della Svezia della VII legislatura
Gli europarlamentari della Svezia della VII legislatura, eletti in occasione delle elezioni europee del 2009, sono stati i seguenti.

## Composizione storica
| Europarlamentare         | Lista                                              | Gruppo    |
| ------------------------ | -------------------------------------------------- | --------- |
| Anna Maria Corazza Bildt | Partito Moderato                                   | PPE       |
| Lena Ek                  | Partito di Centro                                  | ALDE      |
| Christian Engström       | Partito Pirata                                     | Verdi/ALE |
| Göran Färm               | Partito Socialdemocratico dei Lavoratori di Svezia | S&D       |
| Christofer Fjellner      | Partito Moderato                                   | PPE       |
| Anna Hedh                | Partito Socialdemocratico dei Lavoratori di Svezia | S&D       |
| Gunnar Hökmark           | Partito Moderato                                   | PPE       |
| Anna Ibrisagic           | Partito Moderato                                   | PPE       |
| Isabella Lövin           | Partito Ambientalista i Verdi                      | Verdi/ALE |
| Olle Ludvigsson          | Partito Socialdemocratico dei Lavoratori di Svezia | S&D       |
| Marit Paulsen            | Partito Popolare Liberale                          | ALDE      |
| Carl Schlyter            | Partito Ambientalista i Verdi                      | Verdi/ALE |
| Olle Schmidt             | Partito Popolare Liberale                          | ALDE      |
| Alf Svensson             | Democratici Cristiani                              | PPE       |
| Eva-Britt Svensson       | Partito della Sinistra                             | GUE/NGL   |
| Marita Ulvskog           | Partito Socialdemocratico dei Lavoratori di Svezia | S&D       |
| Åsa Westlund             | Partito Socialdemocratico dei Lavoratori di Svezia | S&D       |
| Cecilia Wikström         | Partito Popolare Liberale                          | ALDE      |

## Modifiche intervenute

### Partito della Sinistra
- In data 22.09.2011 a Eva-Britt Svensson subentra Mikael Gustafsson.

### Partito di Centro
- In data 21.10.2011 a Lena Ek subentra Kent Johansson.

### Europarlamentari eletti per effetto dell'attribuzione di seggi ulteriori
- In data 01.12.2011 sono proclamati eletti Amelia Andersdotter (Partito Pirata, gruppo Verdi/ALE) e Jens Nilsson (Partito Socialdemocratico dei Lavoratori di Svezia, gruppo S&D).